# Тропические скумбрии
Тропические скумбрии (лат. Rastrelliger) — род лучепёрых рыб семейства скумбриевых.

## Описание
Тело вытянутое, несколько сжато с боков, покрыто мелкой циклоидной чешуёй. Рыло заострённое. Передний и задний край глаз прикрыты жировым веком. Зубы на верхней и нижней челюсти мелкие, конической формы. На сошнике и нёбе зубов нет. На нижней части первой жаберной дуги от 21 до 48 жаберных тычинок. Два спинных плавника разделены промежутком, длина которого равна длине основания первого спинного плавника. Оба плавника могут складываться в специальную борозду на спине. В первом спинном плавнике 8—11 колючих лучей. Во втором спинном и анальном плавниках по 12 мягких лучей.  Между вторым спинным и хвостовым плавником, а также между анальным и хвостовым плавников находится ряд из пяти более мелких плавников. Брюшной межплавниковый отросток невысокий и не раздваивается. Грудные плавники короткие с 19—20 мягкими лучами. Чешуя за головой и вокруг грудных плавников крупнее, чем на теле, но корсет не развит. По бокам хвостового стебля проходят два небольших киля, центрального киля нет. Плавательный пузырь есть. Позвонков 31.

## Классификация
В составе рода выделяют три вида:
- Rastrelliger brachysoma (Bleeker, 1851) — Тропическая скумбрия
- Rastrelliger faughni (Matsui, 1967) — Австралийская тропическая скумбрия
- Rastrelliger kanagurta (Cuvier, 1816) — Южноазиатская тропическая скумбрия, или канагурта, или южноазиатская скумбрия